# شهسوار سلطان
شهسوار سلطان (بالتركية الحديثة: Şehsuvar Sultan) ـ (1682 ـ 16 أبريل 1756) هي زوجة (قادين أفندي) السلطان العثماني مصطفى الثاني، ووالدة السلطان عثمان الثالث (حكم من 1754 م إلى 1757 م).
كانت شهسوار سلطان صربية الأصل، ولدت سنة 1682، وكانت تسمى ماريا، قبل أن تصير المحظية الثانية للسلطان مصطفى الثاني بعد صالحة سبكتي سلطان، والدة السلطان محمود الأول (حكم من 1730 إلى 1754م، وخلفه أخوه عثمان الثالث).
توفيت شاه سوار سلطان في 16 أبريل 1756، أثناء حُكم ابنها، ودُفنت داخل جامع نور عثمانية في الآستانة.